# Antony Costes
Pour les articles homonymes, voir Costes.
Antony Costes né le 19 décembre 1989 à Auch en France est un triathlète professionnel français, vainqueur sur triathlon Ironman et Ironman 70.3.

## Biographie

### Jeunesse
Antony Costes démarre le triathlon à l'âge de 9 ans lors d'un triathlon pour débutants (Avenir). Il s’essaye avant cela à diverses pratiques sportives. En 2013, tout en poursuivant son doctorat en biomécanique, il commence à envisager de devenir professionnel. Il devient professionnel après avoir soutenu sa thèse de doctorat en biomécanique soutenue le 15 juin 2016 et intitulée Une nouvelle approche du cyclisme : la transition assis-danseuse comme prétexte à l'étude de l'optimisation du mouvement. Il entre dans une équipe de triathlon basée en Thaïlande et managée par le champion du monde d'Ironman Chris McCormack .

### Carrière en triathlon
Antony Costes s'engage sur plusieurs compétitions nationales sur courtes distance en 2013 et obtient plusieurs succès. À partir de 2014, il prend la décision de se concentrer sur les triathlons longues distances. Il devient d'abord vice-champion de France avant de finir à la 9e place des championnats du monde de triathlon longue distance pour sa première participation sur la distance XL (4/120/20). Il se fixe pour objectif de prendre part sur distance Ironman à partir de 2016.
En 2015, il participe à la première édition du Challenge Salou en Espagne sur distance Half Ironman et prend la 3e place après avoir réalisé le second temps en course à pied de l'épreuve en 1 h 11 min 16 s. Il remporte cette même année, sa première victoire internationale sur Ironman 70.3 à Gurye en Corée du Sud devant le Canadien Jordan Bryden.
En 2016, il ne parvient pas à se qualifier pour le championnat du monde d'Ironman, il participe à la finale des mondiaux de 70.3 ou une pénalité ne lui permet pas de prétendre au podium. Il défend avec succès le titre de sa première victoire internationale lors de l'Ironman 70.3 de Gurye en Corée du Sud. Il s'impose en prenant la tête de course dès les premiers kilomètres de vélo et dans une démonstration de puissance creuse des écarts importants. Il pose son vélo à la seconde transition avec près de quatre minutes d'avance sur son premier poursuivant, le Néo-Zélandais Guy Crawford. Il maitrise parfaitement le tempo lors du semi-marathon et passe la ligne d'arrivée en vainqueur pour une seconde victoire consécutive sur cette compétition en 3 h 56 min 47 s.
En 2017, il remporte sa première victoire sur Ironman  lors de l'épreuve de Barcelone en Espagne. Il signe sur cette épreuve, le meilleur chrono réalisé sur la distance par un triathlète français en 7 h 49 min 19 s. Il est également le premier Français de l'histoire à passer sous la barre symbolique des huit heures (sub-eight) de course sur cette distance.
En 2021, il devient le détenteur de la meilleure performance française sur la distance half-Ironman le 12 Mars à  Dubaï en 3 h 34 min 35 s. Il devient ainsi le premier français à détenir les meilleurs références chronométriques sur les deux distances du triathlon longue distance.

## Palmarès
Le tableau présente les résultats les plus significatifs (podium) obtenus sur le circuit national et international de triathlon depuis 2013,. 
| Année | Compétition                           | Pays           | Position           | Temps           |
| ----- | ------------------------------------- | -------------- | ------------------ | --------------- |
| 2022  | Challenge Grammont                    | Belgique       | Médaille d'or      | 3 h 54 min 45 s |
| 2020  | Ironman 70.3 Les Sables d'Olonne      | France         | Médaille d'argent  | 3 h 45 min 26 s |
| 2018  | Ironman France                        | France         | Médaille d'argent  | 8 h 35 min 42 s |
| 2018  | Ironman 70.3 Monterrey                | Mexique        | Médaille d'or      | 3 h 40 min 49 s |
| 2017  | Ironman Barcelone                     | Espagne        | Médaille d'or      | 7 h 49 min 19 s |
| 2017  | Ironman 70.3 Vichy                    | France         | Médaille de bronze | 3 h 51 min 20 s |
| 2016  | Ironman 70.3 Gurye                    | Corée du Sud   | Médaille d'or      | 3 h 56 min 47 s |
| 2016  | Ironman 70.3 Panama                   | Panama         | Médaille d'argent  | 3 h 41 min 54 s |
| 2015  | Ironman 70.3 Lanzarote                | Espagne        | Médaille de bronze | 4 h 7 min 44 s  |
| 2015  | Ironman 70.3 Gurye                    | Corée du Sud   | Médaille d'or      | 3 h 54 min 38 s |
| 2015  | Challenge Salou                       | Espagne        | Médaille de bronze | 3 h 42 min 41 s |
| 2014  | 5150 Marseille                        | France         | Médaille d'or      | 1 h 55 min 11 s |
| 2014  | Championnat de France longue distance | France         | Médaille d'argent  | 4 h 8 min 7 s   |
| 2013  | 5150 Marseille                        | France         | Médaille d'or      | 2 h 0 min 38 s  |
| 2013  | 5150 Ekurhuleni                       | Afrique du Sud | Médaille d'argent  | 1 h 57 min 58 s |